# Lockheed Martin Aircraft Argentina
Lockheed Martin Aircraft Argentina S. A. (LMAASA), inicialmente Lockheed Aircraft Argentina S. A. (LAASA), fue una filial de la estadounidense Lockheed Martin, que administró la exfábrica Militar de Aviones luego de la privatización de esta en 1995. Esta fábrica fue re-estatizada en 2009 bajo la denominación FAdeA (Fábrica Argentina de Aviones "Brig. San Martín") finalizando la concesión otorgada a LMAASA.

## Historia
El 15 de diciembre de 1994, el Ministerio de Defensa y Lockheed Aircraft suscribieron un acuerdo de concesión del Área Material Córdoba por el término de 25 años.
Paralelamente a esta privatización, el MINDEF adquirió 36 aviones McDonnell Douglas A-4F/M Skyhawk, los cuales habían de ser restaurados y modernizados bajo el programa A-4AR Fightinghawk. Del total, 18 fueron encargados a Lockheed Martin Skunk Works, y los otros 18 a Lockheed Aircraft Argentina S. A. (LAASA). LAASA entregó el primer ejemplar el 3 de agosto de 1998, y el último el 7 de enero de 2000. Tras publicaciones periodísticas en el exterior sobre una serie de sobornos y contribuciones hechas por ejecutivos de la compañía aeroespacial estadounidense Lockheed con el fin de influir en el proceso de negociación de la venta de aviones a varios países el Congreso decidió reestatizar la empresa.
El 17 de diciembre de 2009, el Ministerio de Defensa compró el 99 % de las acciones, quedándose la Dirección General de Fabricaciones Militares con el 1 % restante. El costo de la operación fue de U$S 110 millones[cita requerida]. Como resultado, se creó la empresa Fábrica Argentina de Aviones «Brig. San Martín» S. A.